# 佐々留美子
佐々 留美子（ささ るみこ）は、日本の女性声優。主にアダルトゲームに声をあてている。

## 出演
太字はメインキャラクター。

### 一般向ゲーム
2006年
- 桜華 〜心輝かせる桜〜（鈴森聖奈）

### アダルトゲーム
2002年
- それは舞い散る桜のように（星崎希望、川原瑞音）
- 妹でいこう!（結麻）
- 家族計画〜絆箱〜（高屋敷春花）

2003年
- Summerラディッシュバケーション!!（伊能理奈）
- こもれびに揺れる魂のこえ（ツバキ）

2004年
- Summerラディッシュバケーション!!1.1（伊能理奈）
- Summerラディッシュバケーション!!2（伊能理奈、伊能理香）
- SHUFFLE!（リシアンサス）
- ひなたぼっこ（速水小春）
- D.C.P.C. 〜ダ・カーポ〜 プラスコミュニケーション（天枷美春、うたまる）
- 家族計画〜そしてまた家族計画を〜（高屋敷春花）

2005年
- すくみず2 〜泳・げ・な・い〜（PIKO）
- ひなたると（速水小春）
- 桜華 -おうか-（鈴森聖奈）
- 秋色恋華（南条伊吹）
- 秋色謳華〜秋色恋華ファンディスク〜（南条伊吹）

2006年
- Triptych（カレン）
- Re:（南野ひかる）
- Really? Really!（リシアンサス）

2007年
- ね〜PON?×らいPON!（エクレア）

2008年
- それは舞い散る桜のように 完全版（星崎希望）
- 俺たちに翼はない〜Prelude〜（アリス）
- D.C. After Seasons 〜ダ・カーポ〜 アフターシーズンズ（天枷美春、うたまる）
- Maple Colors 2（伊呂波かえで）
- 熱帯低気圧少女（嵐山ともえ）
- 少女魔法学リトルウィッチロマネスク editio perfecta（ティエ）

2009年
- スズノネセブン!（代官山すみれ）
- スズノネセブン! -Sweet Lovers' Concerto-（代官山すみれ）
- Princess Party 〜プリンセスパーティー〜（坂上沙夜）
- Princess Party Camellia 〜プリンセスパーティーカメリア〜（坂上沙夜）
- 妹スマイル（西澤秋穂）

2010年
- se・きらら（河村優）
- 戦女神VERITA（リフィア・イリーナ・マーシルン）
- 暁の護衛〜罪深き終末論〜（田宮沙代）
- 聖なるかな外伝・精霊天翔 〜壊れゆく世界の少女たち〜（クリスト・ポゥ）
- 俺の彼女はヒトでなし（古座野燈）
- Tiny Dungeon〜BLACK and WHITE〜（フォン＝テルム）
- Tiny Dungeon〜BLESS of DRAGON〜（フォン＝テルム）
- あるぴじ学園（ヒルデ）[1]
- D.C. Dream X'mas 〜ダ・カーポ〜 ドリームクリスマス（天枷美春）
- 初恋サクラメント（内海春子、ノア）
- 秋空に舞うコンフェティ（長谷川ひな）

2011年
- A.G.II.D.C. 〜あるぴじ学園2.0 サーカス史上最大の危機!?〜（ヒルデ）
- 神採りアルケミーマイスター（リフィア・イリーナ・マーシルン）
- 久遠の絆（吉川絵里）
- 初恋予報。（香月日和）
- らぶ2Quad（東堂千歳）[2]

2012年
- 初恋前線。（香月日和）
- 創刻のアテリアル（蘇芳杏里咲）[3]
- 紅蓮華 -ぐれんか-（アリーセ）[4]
- Dolphin Divers（常盤優梨）[5]
- Chuしてあげちゃう 〜押しかけお姉さんの性交恥療〜（瀬川明乃）[6]

2013年
- プリズム◇リコレクション!（初咲詩子[7]）
- いんぴゅり 〜ヒトとアナタとアヤカシと〜（童子切安綱）

2014年
- セミラミスの天秤（安納 塔子）[8]
- 月に寄りそう乙女の作法2（カトリーヌ・コレット）[9]

2016年
- 大迷宮&大迷惑（アーテ・クロイツナッハ）

2017年
- 月に寄りそう乙女の作法2.1 E×S×PAR!!（カトリーヌ・コレット）
- 月に寄りそう乙女の作法2.2 A×L+SA（カトリーヌ・コレット）

2019年
- SPIRAL!!（大隅 朝顔、チュウテツ）

2021年
- Princess×Princess (リシアンサス、キキョウ)
- D.C.4 Plus Harmony 〜ダ・カーポ4〜 プラスハーモニー（天枷美春[10]）

### 漫画版ムービー
2011年
- se・きらら（河村優）